# 荣耀3C
榮耀3C（英語：Honor 3C）是一款由华为生产的智能手机。它于2013年12月发布，支持第三代移动通信技术。